# Glareola pratincola

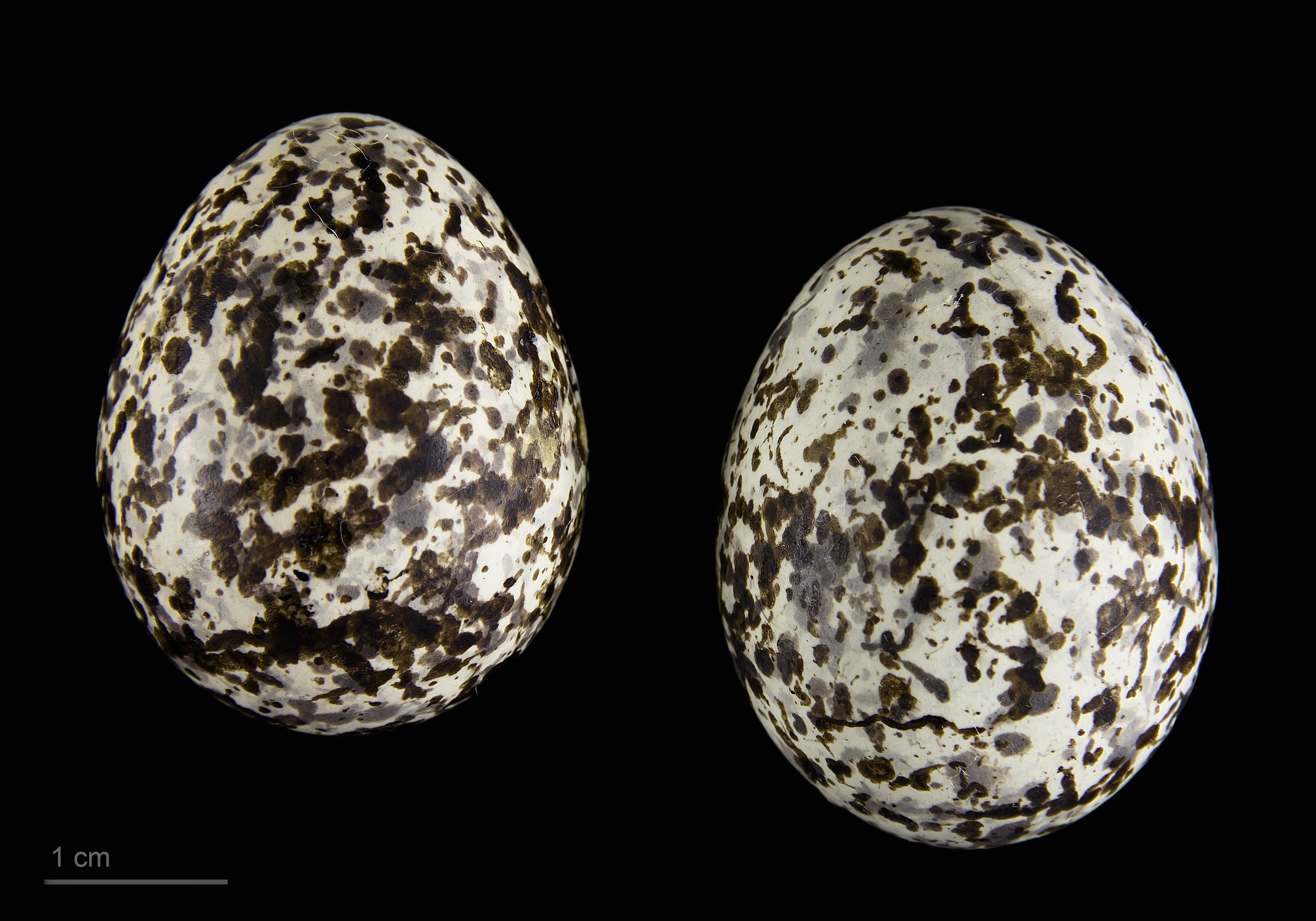
Glareola pratincola pratincola

La pernice di mare (Glareola pratincola, Linnaeus 1758), è un uccello della famiglia dei Glareolidae.

## Sistematica
La pernice di mare ha 6 sottospecie:
- Glareola pratincola pratincola
- Glareola pratincola limbata
- Glareola pratincola erlangeri
- Glareola pratincola fuelleborni
- Glareola pratincola boweni
- Glareola pratincola riparia

## Aspetti morfologici
Uccello di piccole dimensioni (22–25 cm., 70-90 g.), possiede una struttura corporea molto slanciata, il becco corto e lievemente ricurvo all'ingiù e le zampe molto corte; presenta il dorso di colore marrone, il ventre è chiaro, le zampe e la coda sono nere, la gola e il petto color crema e delimitati da un collare nero che parte da sotto l'occhio; quando è in volo ha l'aspetto di una grande rondine, le ali sono lunghe e sottili e inferiormente di colore rossiccio-bruno, il groppone è bianco e la coda forcuta.
I suoi richiami consistono in una serie di striduli e secchi cinguettii.

## Distribuzione e habitat
La pernice di mare è visibile libero in natura, in Europa, Asia, Africa, e America del Sud; in Italia ci sono rare nidificazioni, sempre nelle vicinanze della costa marina, è un uccello che occasionalmente si incontra in aree interne.

## Biologia

### Cibo e alimentazione
Si nutre di insetti che cattura mentre è in volo.

### Riproduzione
Nidifica in primavera.

### Spostamenti
In inverno migra nell'Africa subsahariana e settentrionale.